# Avis McIntosh

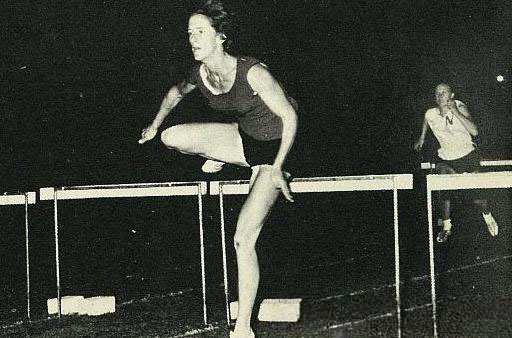
Avis McIntosh – 1964

Avis McIntosh (geb. Brain, in zweiter Ehe Fletcher; * 19. Mai 1938 in Auckland) ist eine ehemalige neuseeländische Hürdenläuferin und Sprinterin.
1962 gewann sie bei den British Empire and Commonwealth Games in Perth jeweils Bronze über 80 m Hürden und mit der neuseeländischen 4-mal-110-Yards-Stafette.
Bei den Olympischen Spielen 1964 in Tokio erreichte sie über 100 m das Viertelfinale und über 80 m Hürden (Frauen) das Halbfinale.

## Persönliche Bestzeiten
- 100 Yards: 10,8 s, 1961
- 100 m: 12,06 s, 15. Oktober 1964, Tokio
- 80 m Hürden: 10,88 s, 29. November 1962, Perth (handgestoppt: 10,8 s, 7. April 1958, Hastings)